# Sniporchis
De sniporchis (Ophrys scolopax) is een Europese orchidee. Het is een soort die vrij algemeen is in het Middellandse Zeegebied.
De bloemkleur en –tekening van de sniporchis is zeer gevarieerd.

## Naamgeving en etymologie
De botanische naam Ophrys komt uit het Oudgrieks en betekent ‘wenkbrauw’, wat zou moeten slaan op de behaarde lip. De naam wordt reeds gebruikt door Plinius de oudere (23-79 v.Chr.) in zijn Naturalis Historia, alhoewel hij er waarschijnlijk een andere plant mee aanduidde. De soortaanduiding scolopax is de Latijnse naam voor houtsnip.
Ook de Nederlandse, Franse en Engelse naam verwijzen naar de gelijkenis van de bloem met de kop van een houtsnip.

## Kenmerken

### Plant
De sniporchis is een 15-65 cm hoge orchidee. Het is een meerjarige plant (geofyt) die elk jaar vanuit ondergrondse wortelknol opnieuw een bloemstengel vormt. De slanke stengel draagt een bladrozet, meerdere stengelbladeren en een ijle aar met maximaal drie tot twaalf bloemen.

### Bladeren
Het bladrozet bestaat uit drie tot zeven lancetvormige groene, ongevlekte bladeren. De bloeistengel heeft ook nog twee tot vier stengelomvattende bladeren.

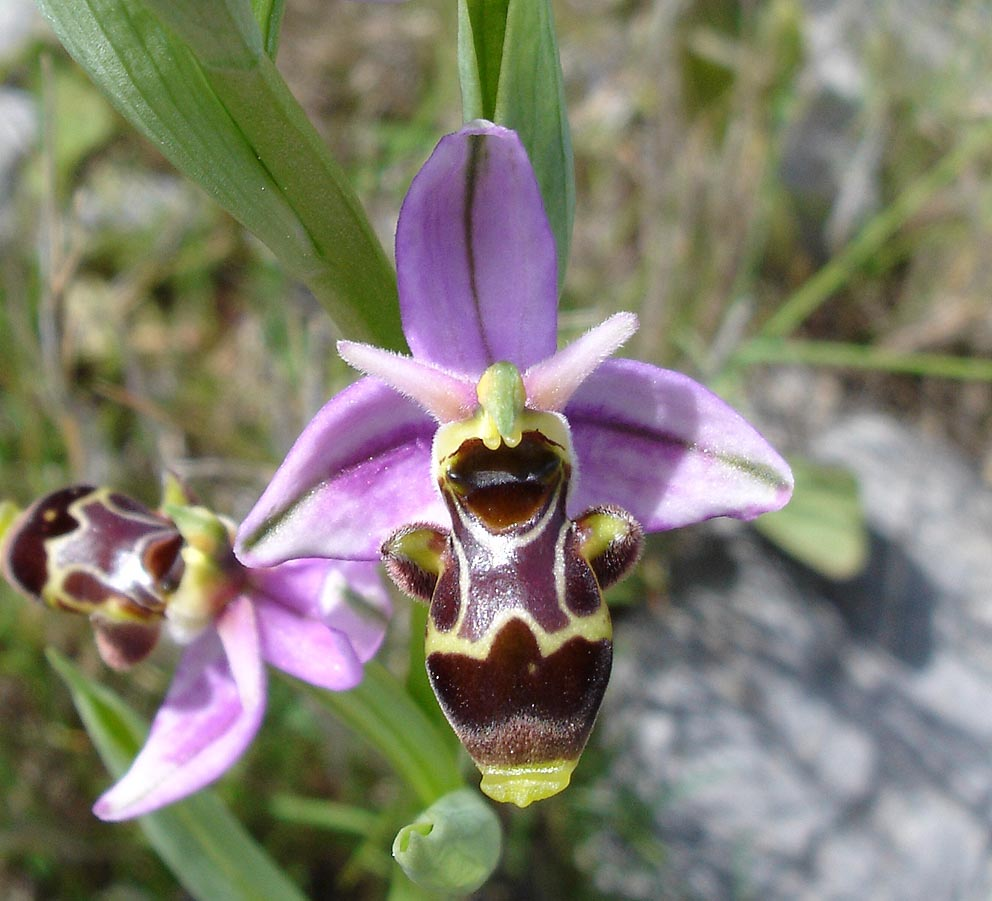
Detail bloem

### Bloemen
De bloemen zijn typisch voor spiegelorchissen, met drie gelijke kelkbladen, twee kleinere kroonbladen en een opvallende lip.
De kelkbladen zijn roze tot violet, zelden wit of groen, breed ovaal tot eirond en met een groene nerf. De veel kleinere kroonbladen zijn eveneens roze tot violet, lancetvormig tot driehoekig en behaard.
De lip is drielobbig, opgeblazen, eveneens kort behaard en kastanjebruin van kleur met een gele rand. De zijlobben zijn kort, ovaal of driehoekig en dicht behaard. De middelste lob is veel groter, ovaal tot omgekeerd eirond (de grootste breedte onder het midden), met een duidelijk x-vormig speculum, eveneens bruin of paars met een gele rand. Onderaan de lip is er een duidelijk aanhangseltje dat naar voor wijst. Het gynostemium midden in de bloem lijkt van opzij gezien opvallend veel op de kop en bek van een houtsnip, wat de Nederlandse naam van de plant verklaart.
De kleur van de bloem en de tekening van het speculum zijn zeer variabel. Het speculum kan zeer duidelijk zijn, slechts gedeeltelijk aanwezig of volledig verdwenen. De kleur van de kelk- en kroonbladen kan variëren van groen over wit tot violet, en de kleur van de lip kan variëren van bijna zwart tot groen of geel, of op het bruin kunnen groene vlekken aanwezig zijn.
De bloeitijd loopt van eind april tot juni.

## Voortplanting
De spinnenorchis wordt bestoven door langhoornbijen (Eucera).
Voor details van de voortplanting, zie spiegelorchis.

## Habitat
De sniporchis is weinig veeleisend wat zijn habitat betreft. Hij verkiest kalkrijke gronden, matig voedselrijk tot voedselrijk, droog of licht vochtige, in volle zonlicht of halfschaduw. Hij is te vinden op kalkgraslanden, wegbermen, in kreupelhout, rond struikgewas, in bosranden en lichte naaldbossen, vanaf zeeniveau tot op 2000 m.

## Verspreiding
De sniporchis komt voor in het Middellandse Zeegebied van Spanje,Portugal via Zuid-Frankrijk, Italië en de zuidelijke Karpaten en tot aan de Balkan. Ook in Noord-Afrika komt de soort voor.

## Verwante en gelijkende soorten
Binnen het geslacht van de spiegelorchissen vertoont de sniporchis bijzonder veel gelijkenis met de bijenorchis (Ophrys apifera), die een overlappend verspreidingsgebied heeft en in dezelfde biotopen voorkomt. Onderscheid is mogelijk door het aanhangseltje onderaan de lip, dat bij de bijenorchis naar achter gebogen is.
De sniporchis is zoals eerder vermeld een zeer variabele soort waarvan veel variëteiten en ondersoorten worden onderscheiden, wat het onderscheid met andere spiegelorchissen niet altijd makkelijk maakt.

## Bedreiging en Bescherming
De sniporchis is in Frankrijk in verschillende departementen beschermd.

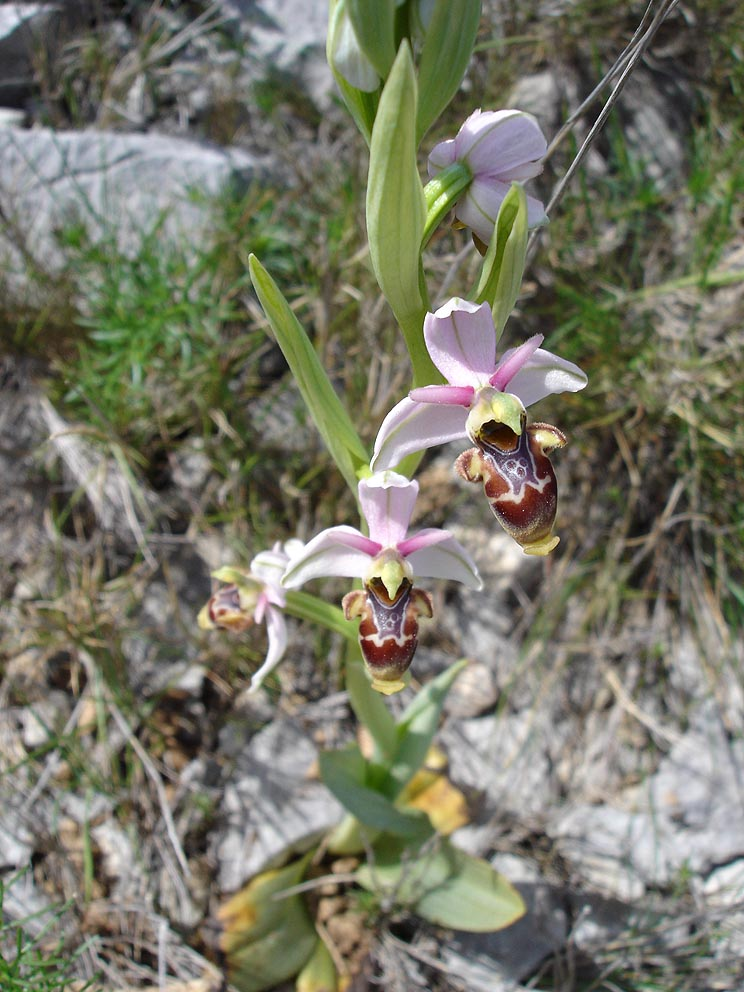
Plant in Roussillon (Frankrijk)
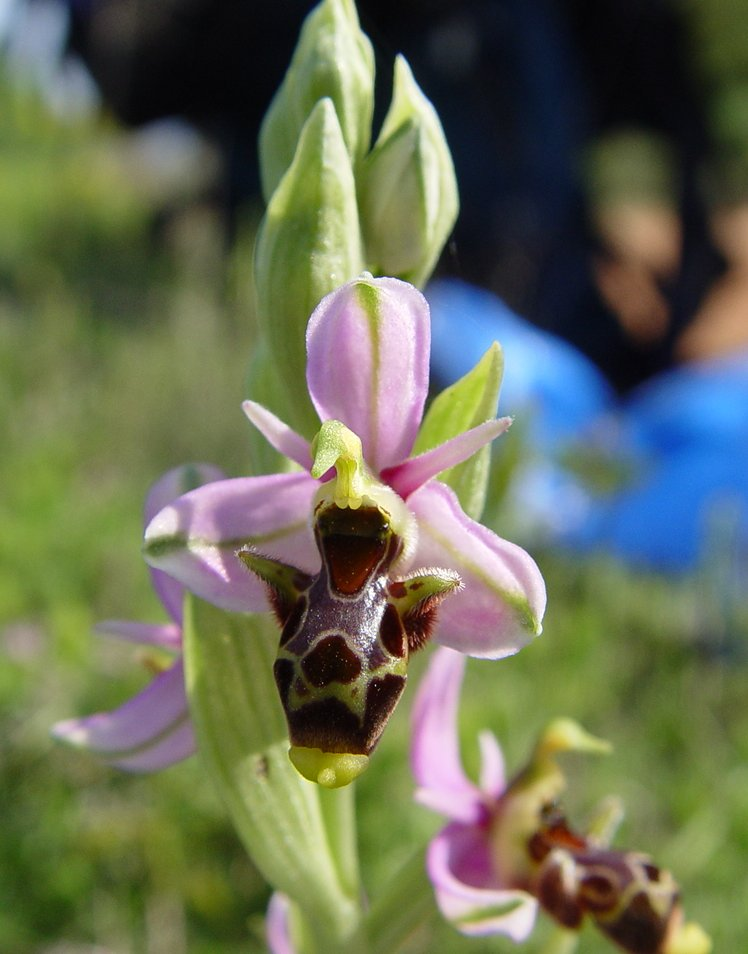
Plant in de Algarve (Portugal)